# 新槐堀川
新槐堀川（しんさいかちほりかわ）は、埼玉県羽生市と加須市を流れる一級河川。全長6.3 km。

## 概要
羽生市喜右衛門新田の水田地帯に源を発する。周囲の水田の農業排水を集めて次第に流量を増しながら概ね南東に流下し、加須市下樋遣川字白倉と同市松永新田の境で中川に合流する。支流の旧槐堀川は新槐堀川の旧流路で、中川合流の少し手前で合流する。
流域一体は水田が多く、農業排水路として利用されている一方、取水堰として樋遣川堰が設置され農業用水路としても機能し、用悪兼用の河川となっている。
県内でも有数の難読漢字河川名として知られている。
昭和初期の橋梁が複数残存しており、当時のコンクリート橋を見ることができる。

## 橋梁
- 新槐堀川橋（羽生インターチェンジ）
- 槐堀川橋（東北自動車道）
- 前沼橋（埼玉県道84号羽生栗橋線）
- 新広川橋（埼玉県道366号三田ヶ谷礼羽線）
- 広川橋[4]
- 弁天橋 - 昭和12年架橋の鉄筋コンクリート橋[4]
- 入沼橋
- 名称不明[4]
- 道木橋（やぐるま街道）[5]
- 名称不明 - 通称「学校橋」[4]。橋詰に加須市立樋遣川小学校が立地する。
- （埼玉県道46号加須北川辺線）
- 名称不明
- 新橋
- 名称不明
- 名称不明
- 十一貫橋
- 白倉橋[4]

これ以外にも名称不明の橋が多数存在する。